# Seehausen am Staffelsee

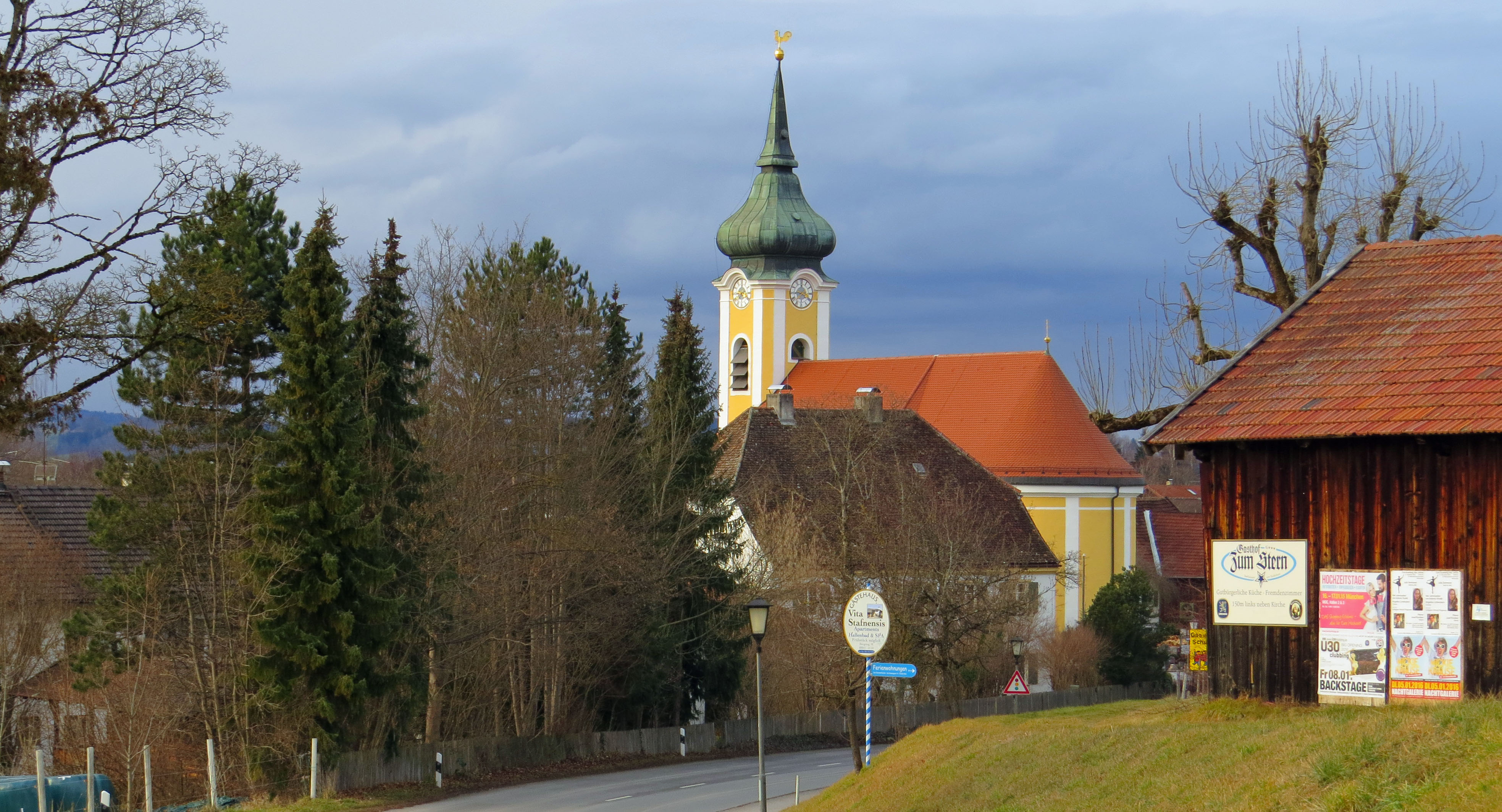
Kirche und Pfarrhof in Seehausen am Staffelsee

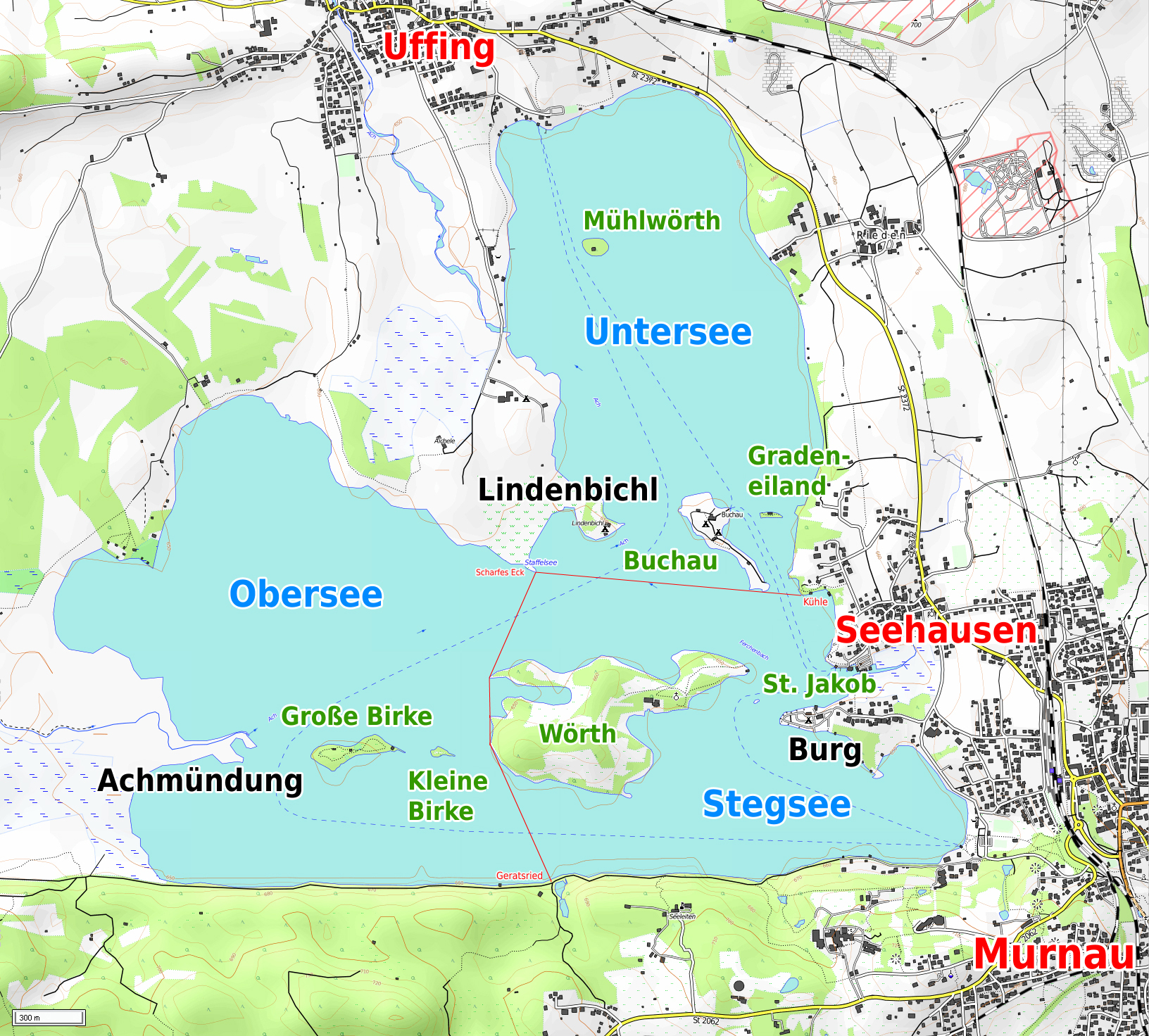
Der Staffelsee mit seinen sieben Inseln gehört zum Gemeindegebiet von Seehausen

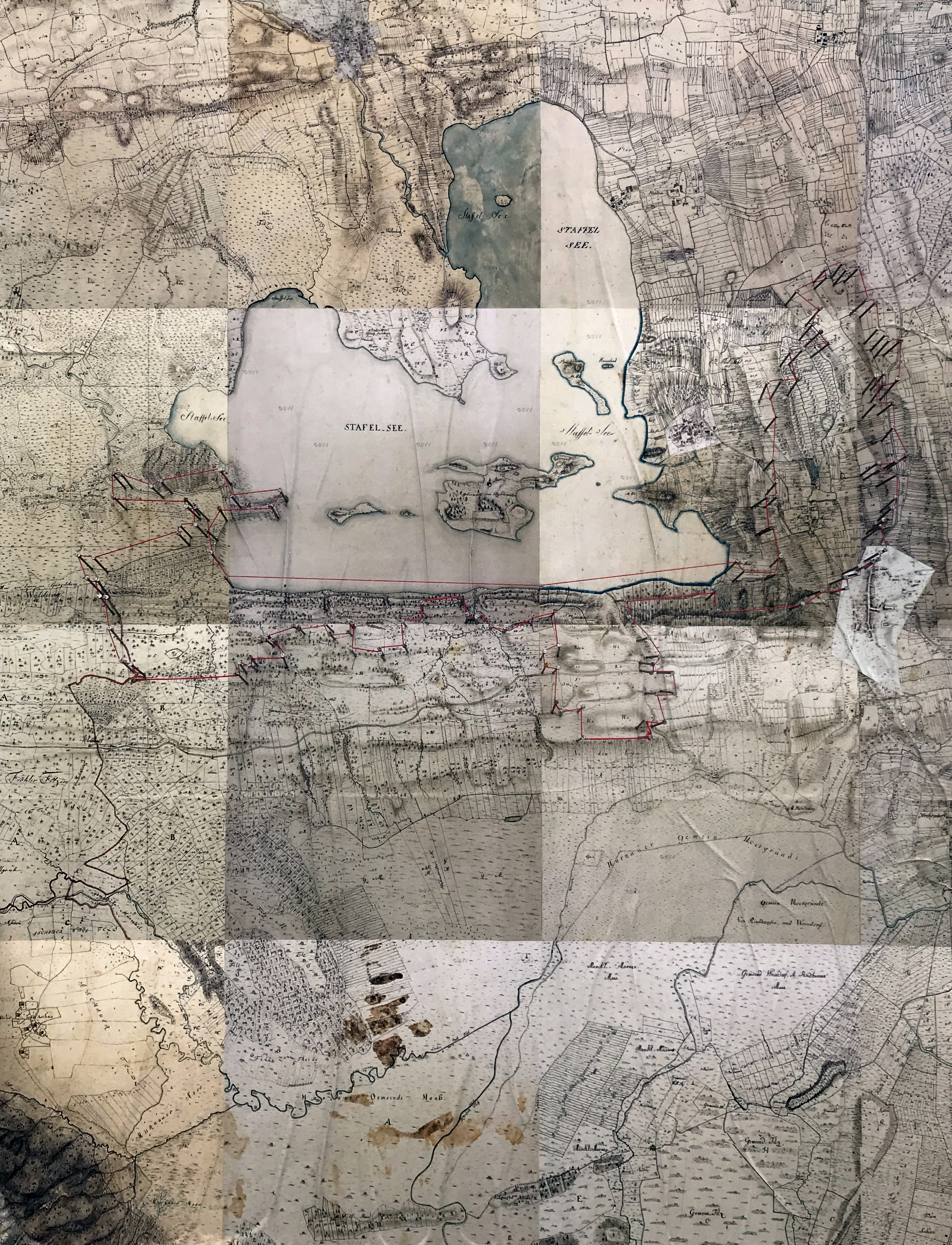
Historische Karte von 1815 mit Markierung des Gemeindegebiets von Riedhausen

Seehausen am Staffelsee (amtlich: Seehausen a.Staffelsee) ist eine Gemeinde und ein staatlich anerkannter Erholungsort im oberbayerischen Landkreis Garmisch-Partenkirchen sowie Sitz der gleichnamigen Verwaltungsgemeinschaft. Der Ort ist Teil der Tourismusregion Das Blaue Land.

## Geografie
Die Gemeinde liegt in der Region Oberland direkt am Staffelsee. Der gesamte Staffelsee mit seinen sieben Inseln gehört zum Gemeindegebiet, ebenso der Kapferweiher. Die Nachbargemeinden sind Uffing am Staffelsee im Westen, Spatzenhausen im Norden, Murnau am Staffelsee im Osten und Süden und Bad Kohlgrub im Südwesten.
Es gibt nur die Gemarkung Seehausen a. Staffelsee.
Es gibt fünf Gemeindeteile (in Klammern ist der Siedlungstyp angegeben):
- Rieden (Kirchdorf)
- Riedhausen (Kirchdorf)
- Seehausen am Staffelsee (Pfarrdorf)
- Seeleiten (Weiler)
- Wörth (Einöde)

## Geschichte

### Bis zur Gemeindegründung
Auf der Insel Wörth im Staffelsee gibt es schon Spuren aus römischer Zeit. Im 8. Jahrhundert kam es zur Gründung des Klosters Staffelsee, das im 11. Jahrhundert aufgelöst wurde. Um das Gotteshaus auf der Insel ohne Boot erreichen zu können, baute man vom Festland einen Holzsteg von Seehausen über St. Jakob (Jakobsinsel, die kleinste der sieben Staffelsee-Inseln) bis zur Insel Wörth.
Der Ort Seehausen wurde um 650 erstmals genannt und gehörte ab 1330 zum Kloster Ettal, das wiederum Teil des Kurfürstentums Bayern war und bis zur Aufhebung des zeitweise auch reichsunmittelbaren Klosters im Jahr 1803 Bestandteil dessen Gerichts Murnau. 1773 wurde die Inselpfarrkirche mit ihrer bemerkenswerten barocken Ausstattung aufs Festland überführt, finanziert durch den Augsburger Verleger und Buchhändler Matthäus Rieger, einem gebürtigen Seehauser.
Im Zuge der Verwaltungsreformen im Königreich Bayern entstand mit dem Gemeindeedikt von 1818 die Gemeinde Seehausen, die zum Landgericht Weilheim gehörte.

### 20. Jahrhundert
Während der Zeit des Nationalsozialismus befand sich ein Außenlager des Konzentrationslagers Dachau auf der zu Seehausen gehörenden Halbinsel Burg mit bis zu 65 Internierten. Die ortsansässigen, rüstungswichtigen Firmen Feinmechanische Werkstätten Tipecska und das Arbeitskommando Jung und Otto Heinrich Muck konnten so auf Arbeitskräfte zugreifen. Die Lagerinsassen wurden Ende April 1945 von Soldaten der US Army befreit. Der Gedenkstein von 2018 erinnert daran, dass sich am Ende des Zweiten Weltkriegs Lageraufseher und Inhaftierte gegen den Befehl wehrten, die Gefangenen nach Dachau zurückzubringen.

### Einwohnerentwicklung
Zwischen 1970 und 2020 wuchs die Gemeinde von 1544 auf 2461 um 917 Einwohner bzw. um 59,4 %.
- 1961: 1502 Einwohner
- 1970: 1544 Einwohner
- 1987: 1917 Einwohner
- 1991: 2008 Einwohner
- 1995: 2059 Einwohner
- 2000: 2100 Einwohner
- 2005: 2338 Einwohner
- 2010: 2501 Einwohner
- 2015: 2394 Einwohner
- 2020: 2461 Einwohner

## Politik

### Gemeinderat
Der Gemeinderat besteht aus 14 Mitgliedern (Ergebnis der Gemeinderatswahl 2020):
- Liste Bürgernah/ÖDP/Grüne: 6 Sitze
- CSU: 4 Sitze
- Parteilose Wählergruppe Seehausen: 4 Sitze

### Bürgermeister
Erster Bürgermeister ist seit Mai 2008 Markus Hörmann. Dieser wurde 2020 mit 86,7 % der Stimmen wiedergewählt.
Sein Vorgänger war Ulrich Willburger (CSU). Er war wiederum im Jahr 2002 Nachfolger von Sylvester Eichberger (CSU).

### Wappen
|  | Blasonierung: „Wellenförmig geteilt von Blau und Silber; oben ein links gewendeter silberner Hecht, unten ein wachsender roter Drachenrumpf.“ |
|  | |

## Kultur und Sehenswürdigkeiten

### Baudenkmäler
Im Norden des Gemeindeteils Riedhausen befinden sich gut erhaltene Wölbäcker. Diese „Hochäcker“ entstanden durch die Verwendung von eisernen Pflügen, die die Ackerkrume nur in eine Richtung wenden konnten. Um das Pfluggespann möglichst selten wenden zu müssen, wurden die Flure in der Form von Langäckern angelegt. Sie haben eine Breite von wenigen Metern und Längen von 100 Metern und mehr.

### Staffelseemuseum
Im denkmalgeschützten Pfarrhaus berichtet das Staffelseemuseum insbesondere über Geschichte von Ort und See mit Exponaten aus Hinterglasmalerei und Natur. Sie beginnt mit der in der Bronzezeit ansetzenden Kulturgeschichte der Region, die ihren Beginn auf der Insel Wörth hat, und stützt sich auf Ausgrabungen zwischen 1992 und 1997. Die Bedeutung des Staffelsees mit seiner Entstehung über Flora und Fauna bis zur Nutzung für die Fischerei und deren Geschichte ist ein Schwerpunkt der Dauerausstellung. Wechselnde Sonderausstellungen ergänzen das Programm.

### Kulturelle Veranstaltungen
Die Seeprozession an Fronleichnam führt seit 1935 alljährlich von der Dorfkirche durch die farbenfroh geschmückten Straßen an den See. Danach fahren Geistliche und Gläubige mit vielen dutzend Booten hinüber zur Kapelle St. Simpert auf der Insel Wörth.
Der Seehauser Verein Da Sea is inser e. V. („Der Staffelsee gehört uns“) organisiert kulturelle Veranstaltungen, wobei der Großteil des Erlöses an die örtlichen Vereine und Organisationen gespendet wird. Das unterhaltsame Hindernisrennen am Faschingssamstag hat jährlich einen Themenschwerpunkt und ist mittlerweile weit über die Landkreisgrenze bekannt. Beim Fischerstechen am 15. August treten in einem sportlichen Wettkampf jeweils zwei Mannschaften auf Ruderbooten gegeneinander an. Die Boote werden mit Holzbrettern verlängert. An deren Enden stehen die Kontrahenten, mit Lanzen bewaffnet und versuchen ihr Gegenüber ins Wasser zu befördern. Der Sieger mit dem größten Stehvermögen wird als „Fischerkönig“ ausgezeichnet.
Der Verein Forum Westtorhalle e. V. engagiert sich für vielseitige Kultur und organisiert in der Westtorhalle in Riedhausen, einem Torbau der ehemaligen Kemmel-Kaserne, ein umfangreiches Programm. Mit jährlich mehr als 150 Veranstaltungen (Musik, Kleinkunst, Theater, vor allem aber Begegnung und Jugendkultur) ist das Kulturzentrum im Oberland  bekannt.
Der Seehauser Verein Menschen Helfen e. V. veranstaltet jährlich das traditionelle kultURKNALL-Festival an wechselnden Standorten in Seehausen und Murnau und fördert direkte Hilfe für Kinder in Europa.

### Panoramaweg
Wandertafeln entlang des „Seehauser Panoramaweg“ beschreiben die Geschichte der Gemeinde Seehausen, angefangen von der Entstehung des Staffelsees und örtlichen Sagen bis hin zu den Sehenswürdigkeiten.

## Galerie

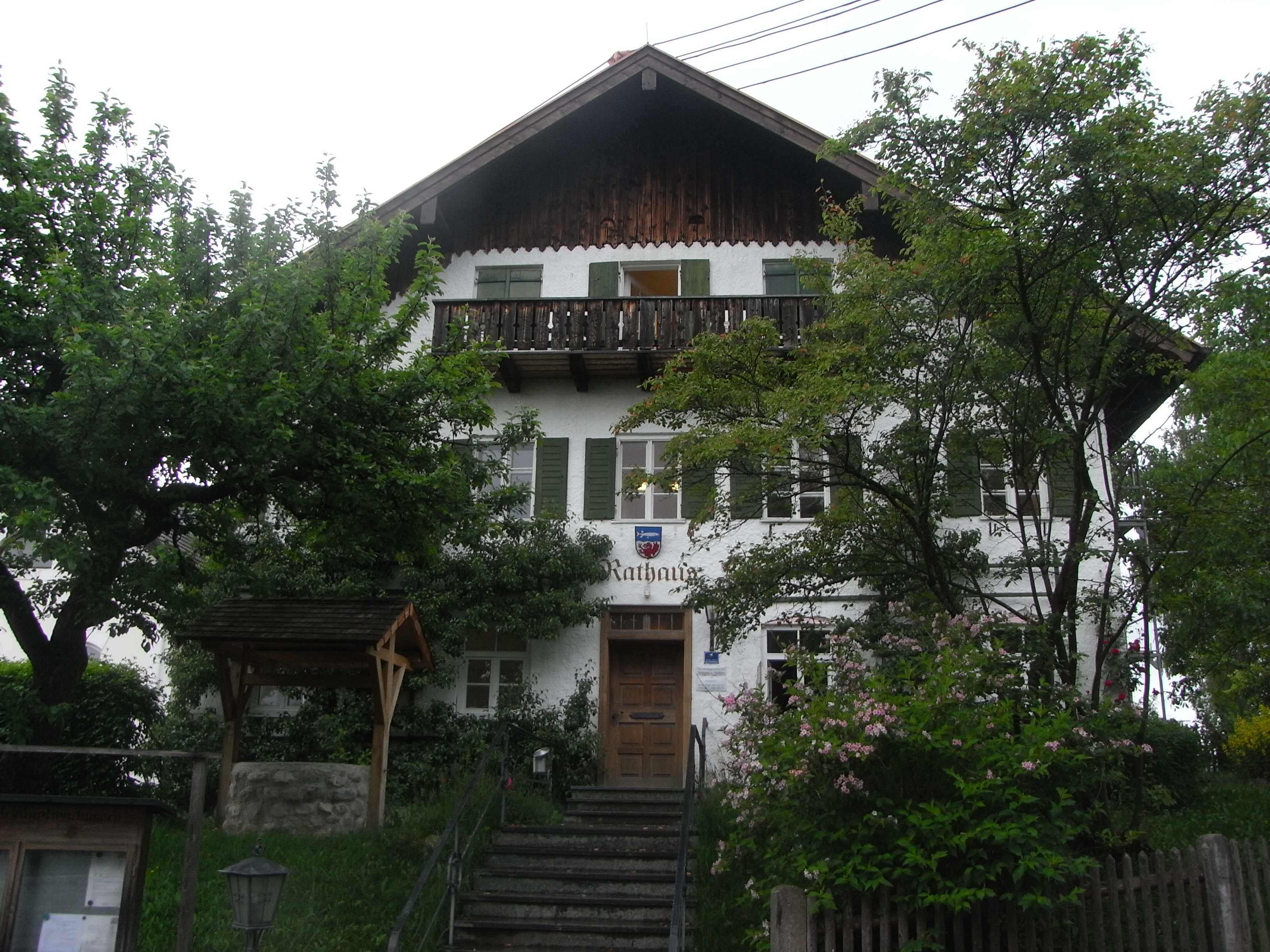
Denkmalgeschütztes Gasthaus Stern
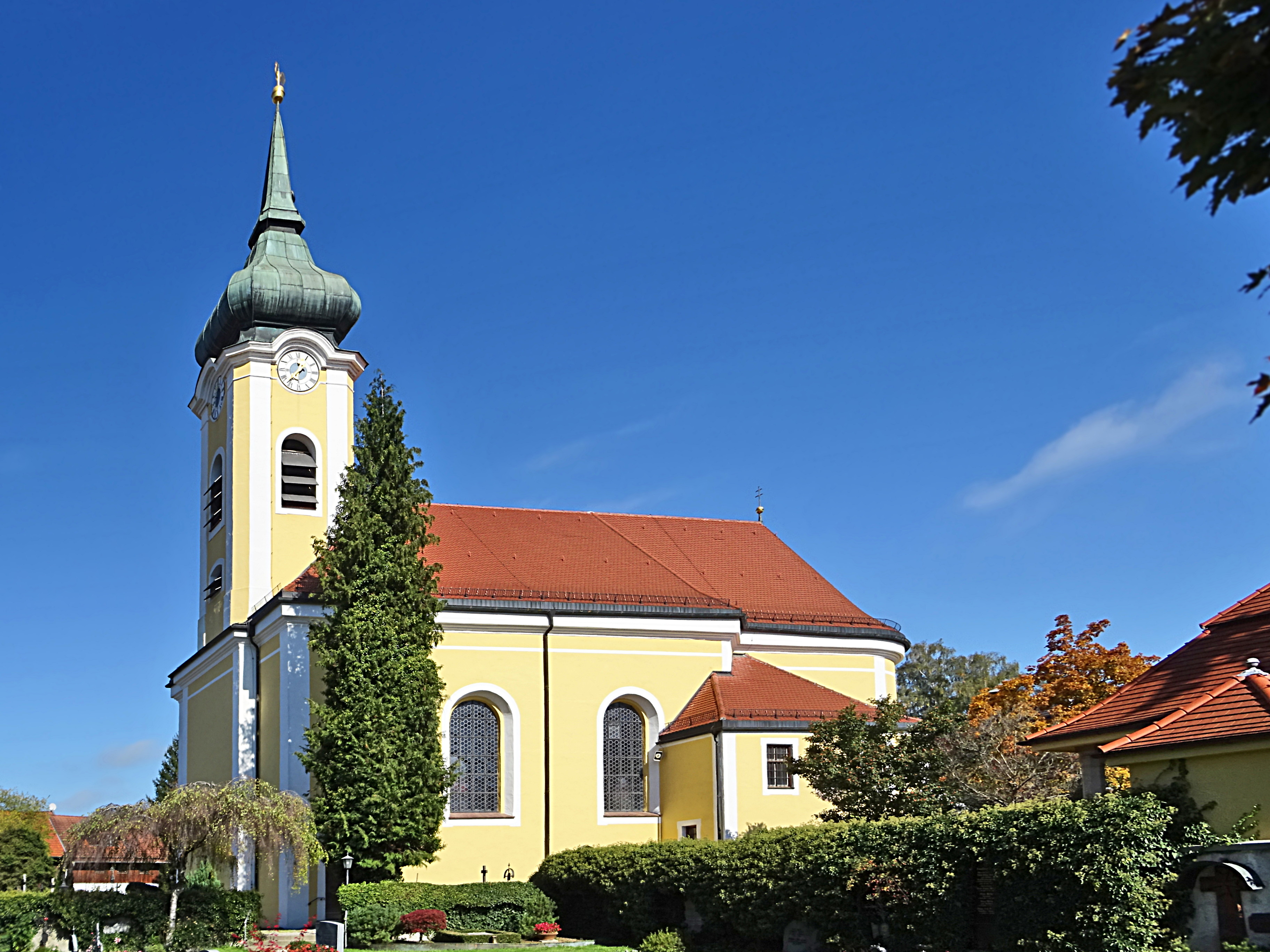
Pfarrkirche St. Michael, erbaut 1774–1776
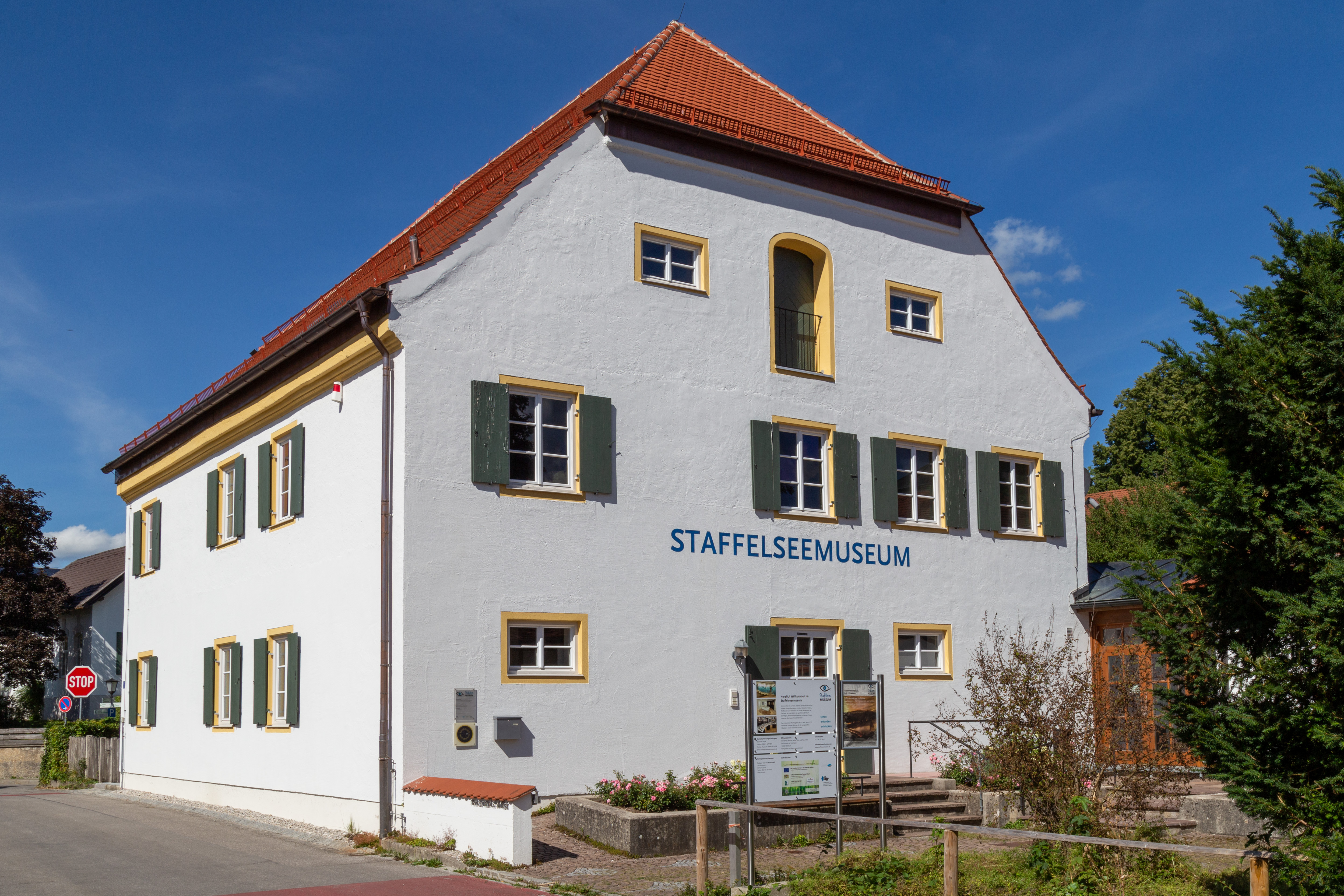
Staffelseemuseum (ehem. Pfarrhof), errichtet 1777
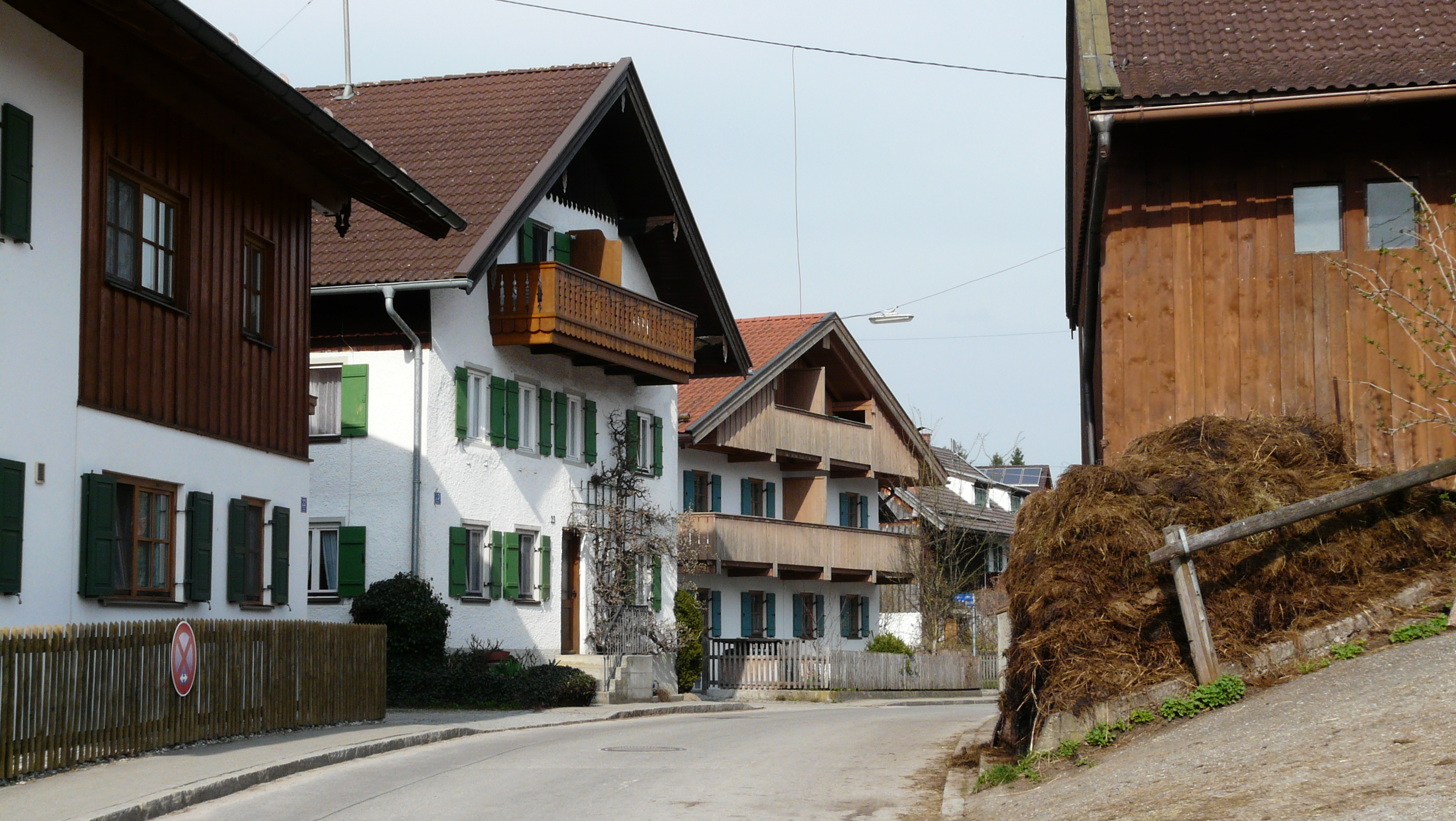
Denkmalgeschütztes Haus in Dorfstr. 23
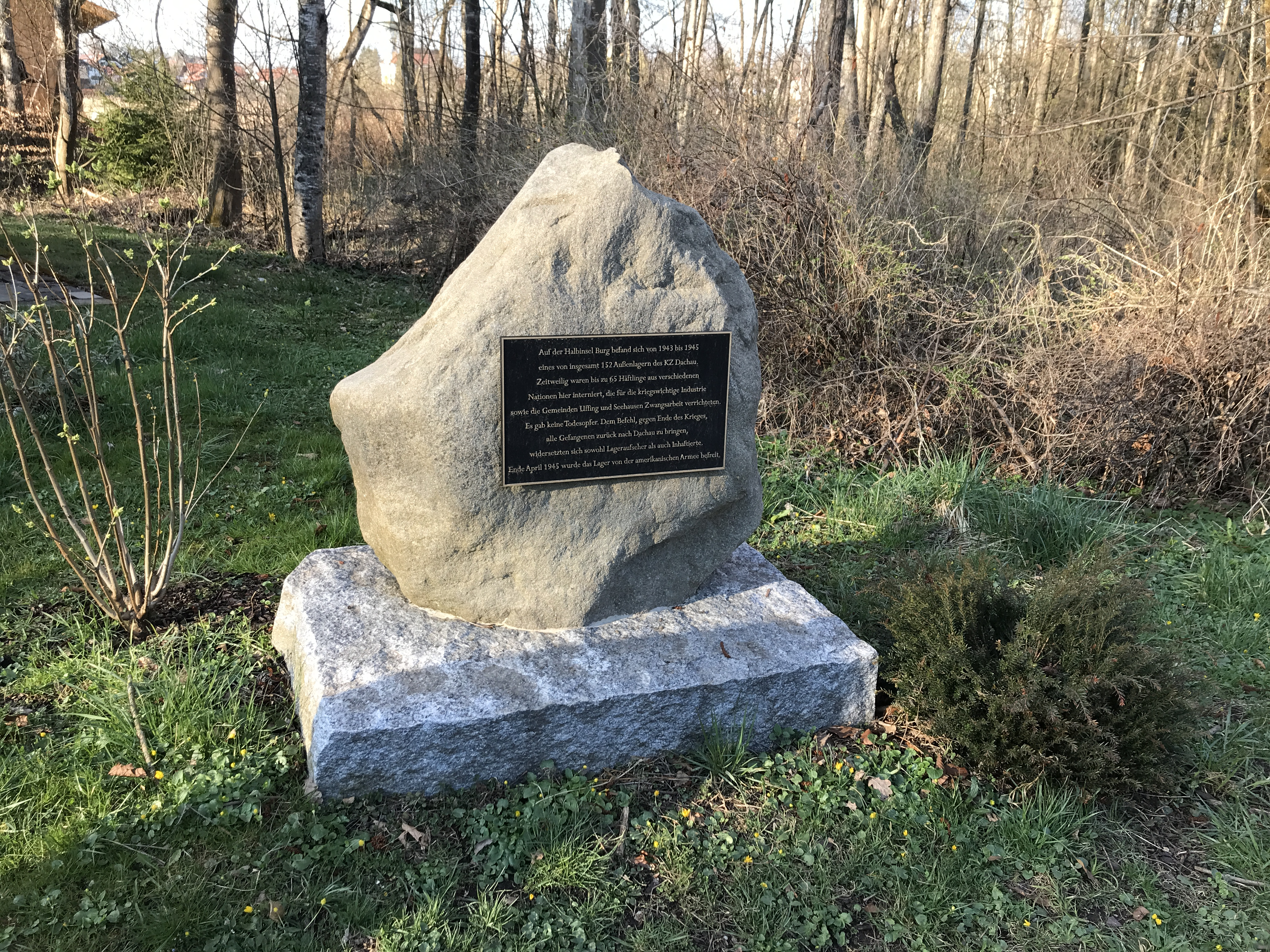
Gedenkstein zum Außenlager des KZ Dachau
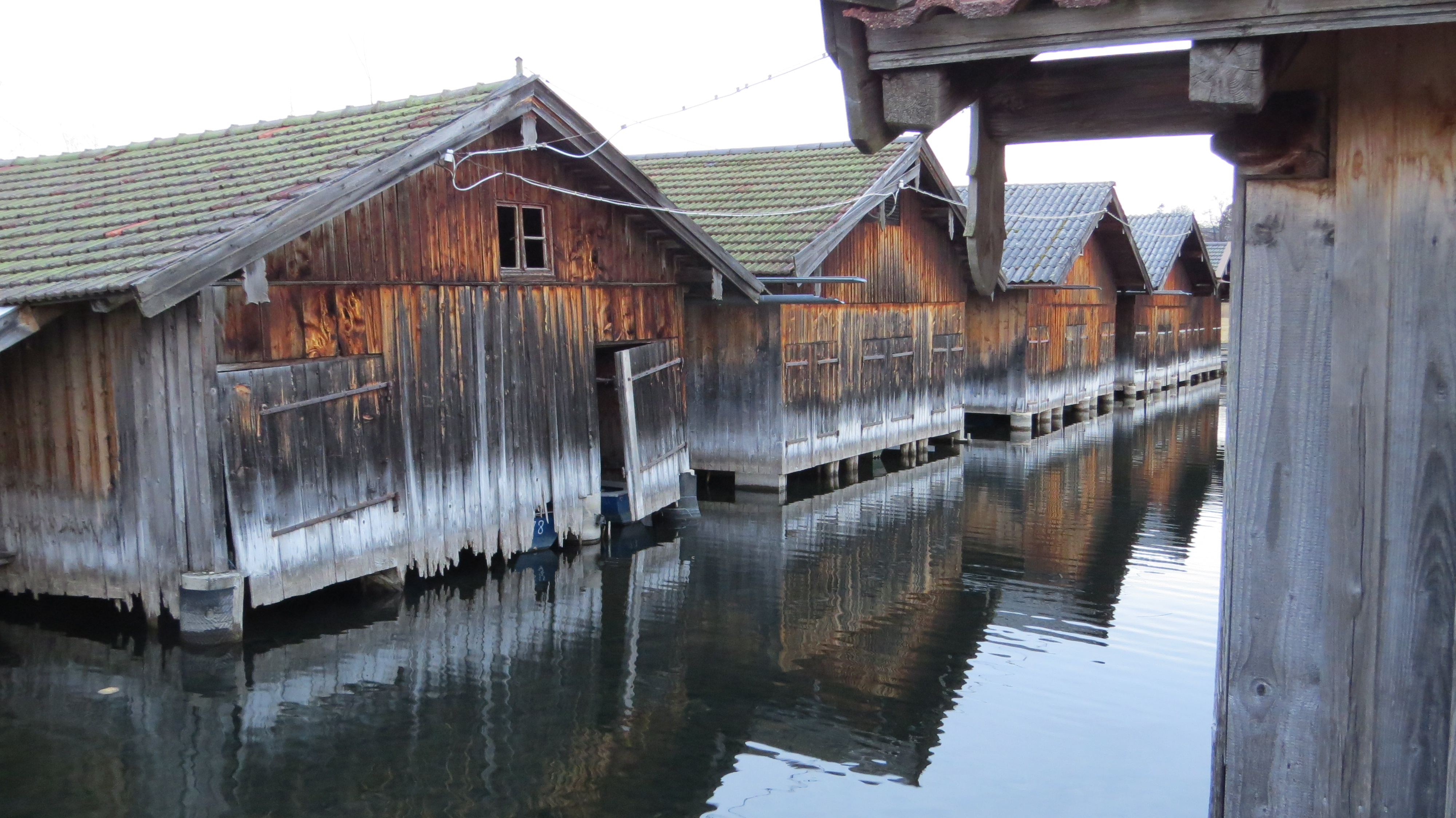
Bootshäuser an der Bootsanlegestelle
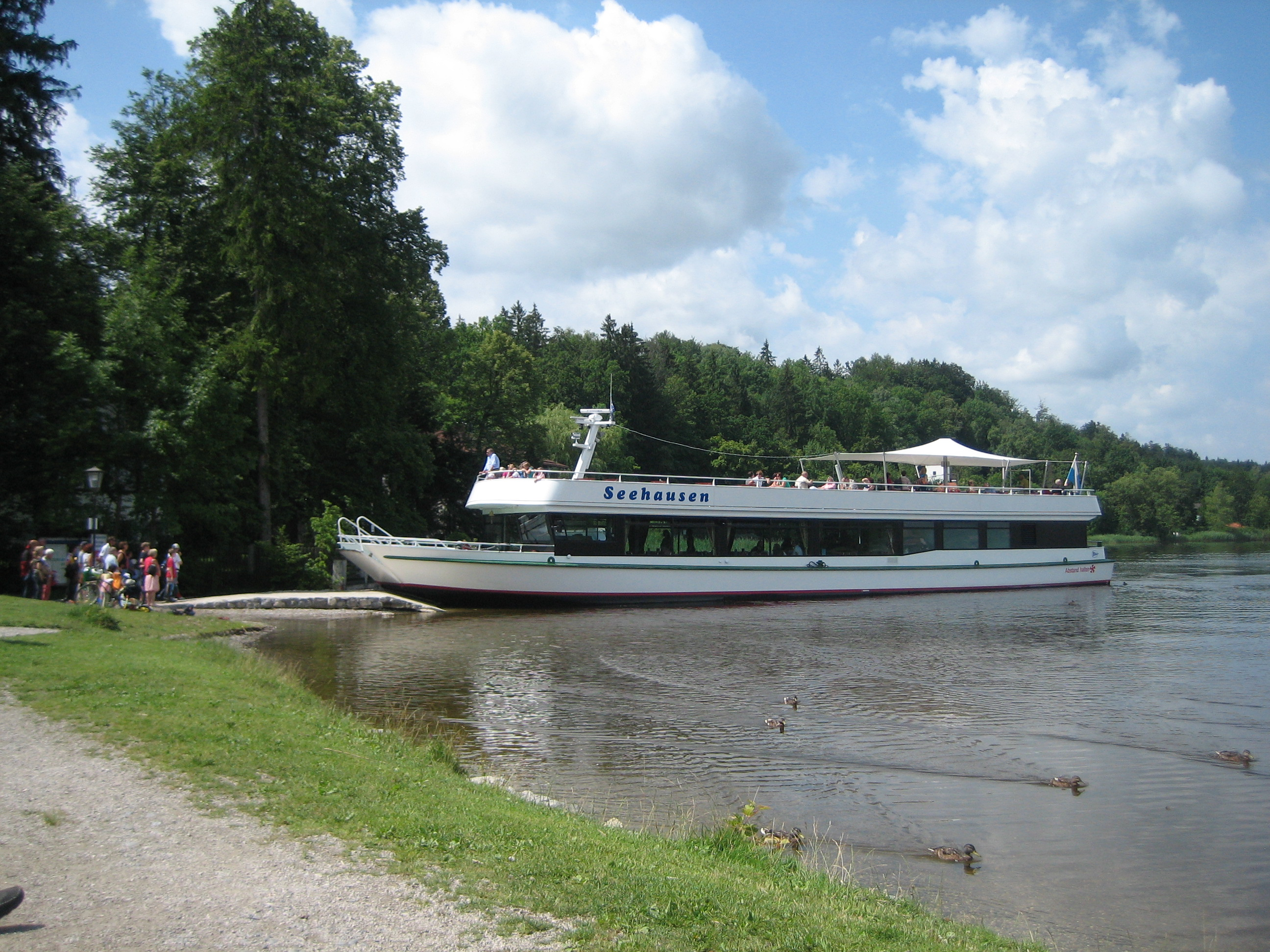
Fahrgastschiff MS Seehausen
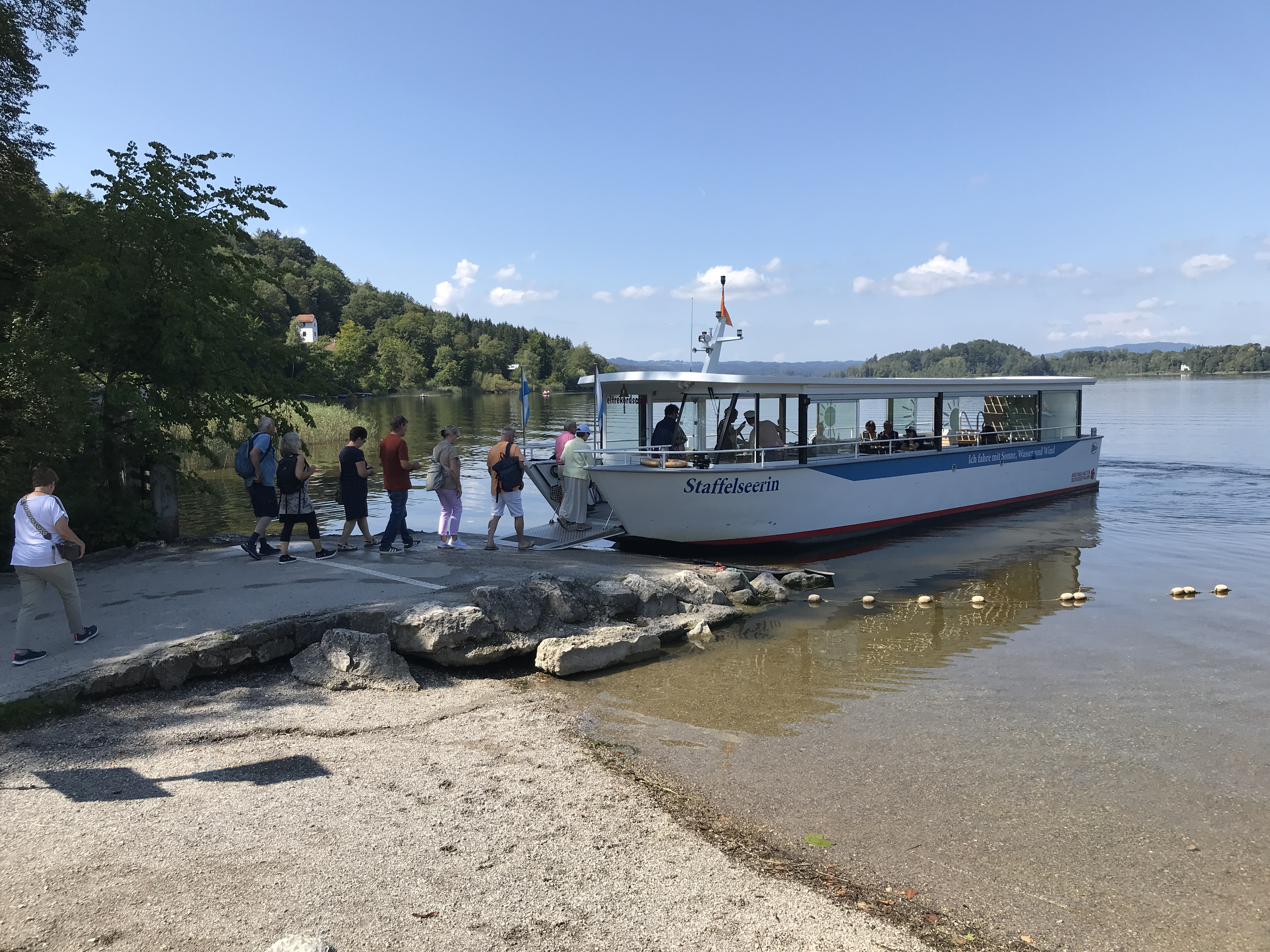
Solarelektroschiff MS Staffelseerin
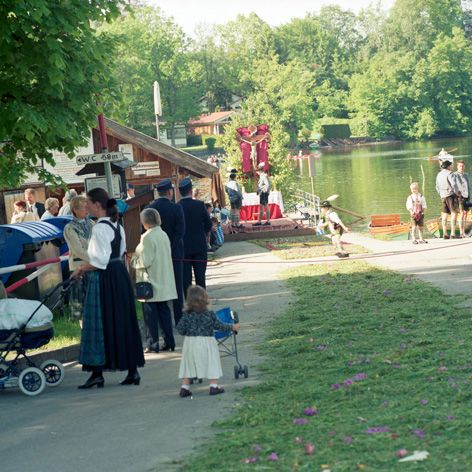
Fronleichnamsprozession (2001)
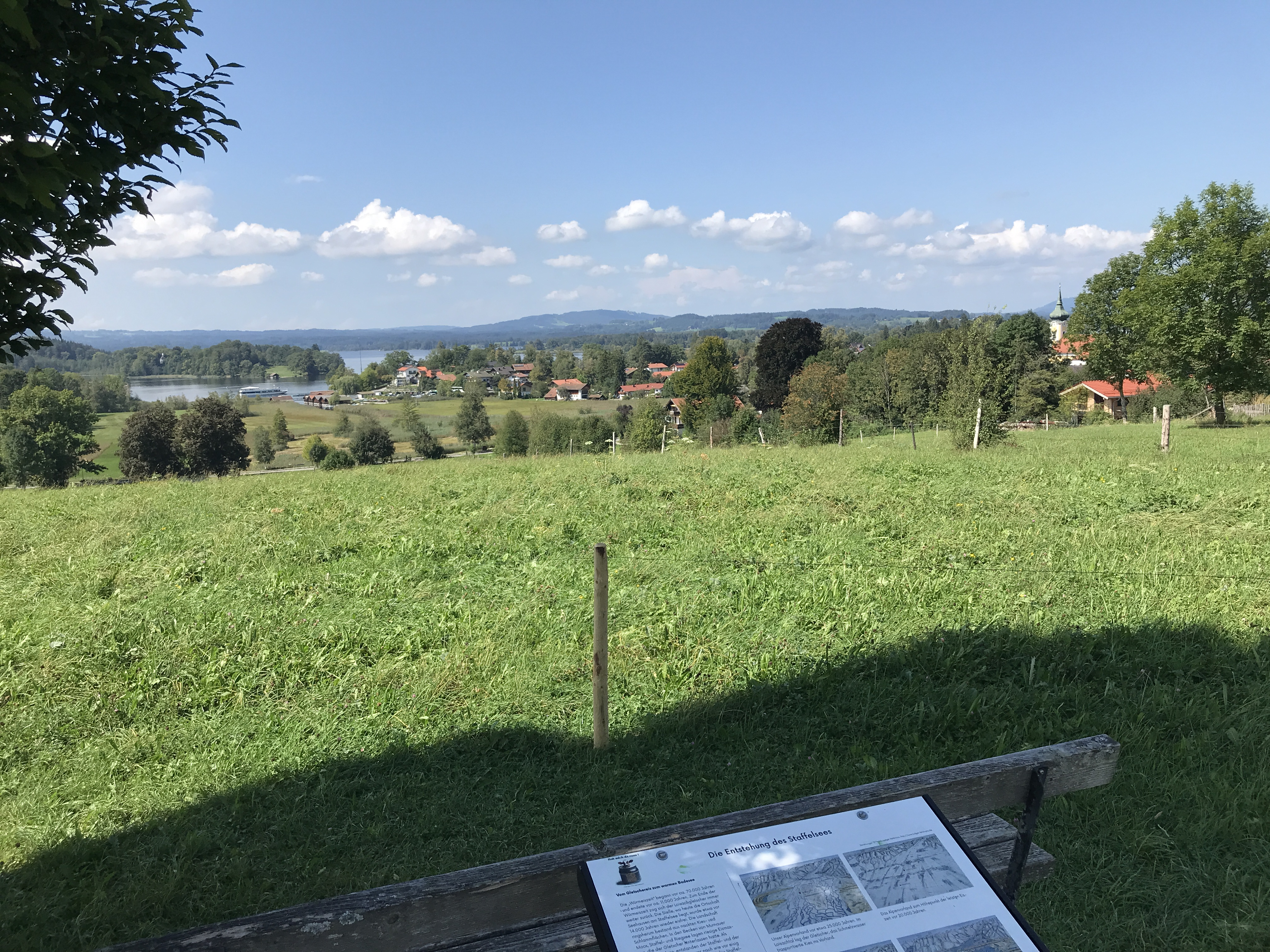
Blick auf Seehausen vom Seehauser Panoramaweg
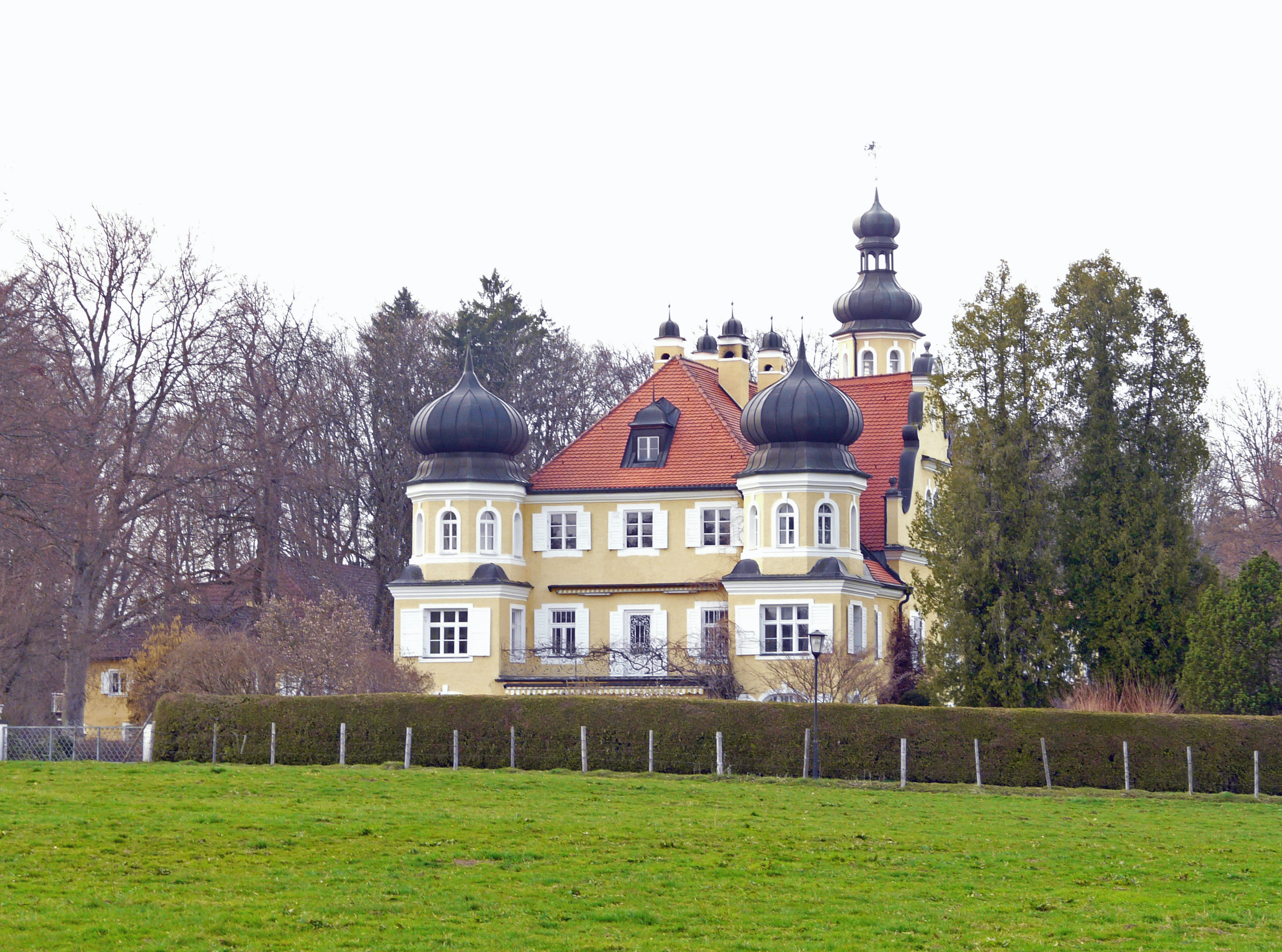
Schloss Rieden, Herrenhaus aus dem 18. Jh.
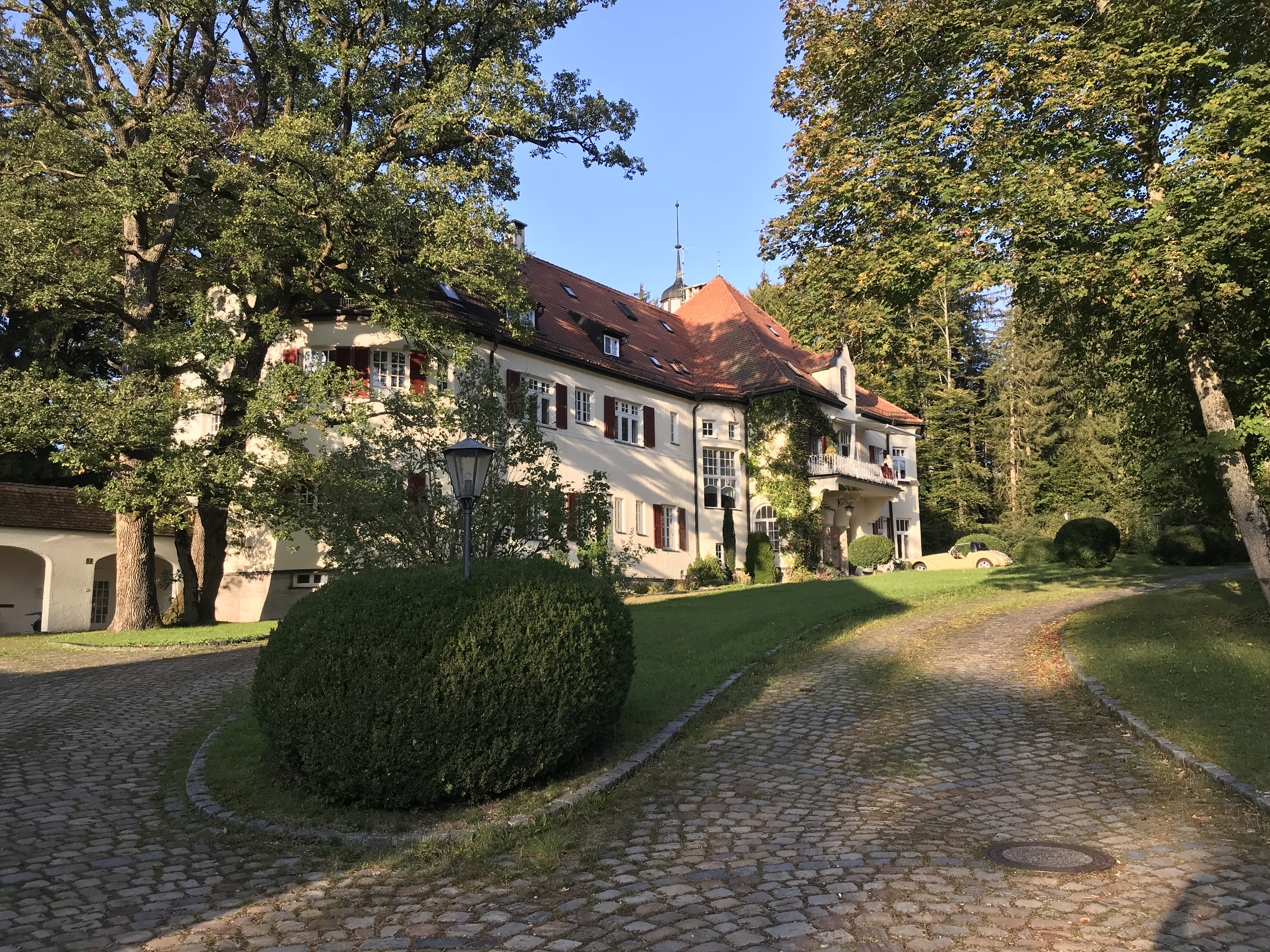
Herrenhaus in Schloss Seeleiten
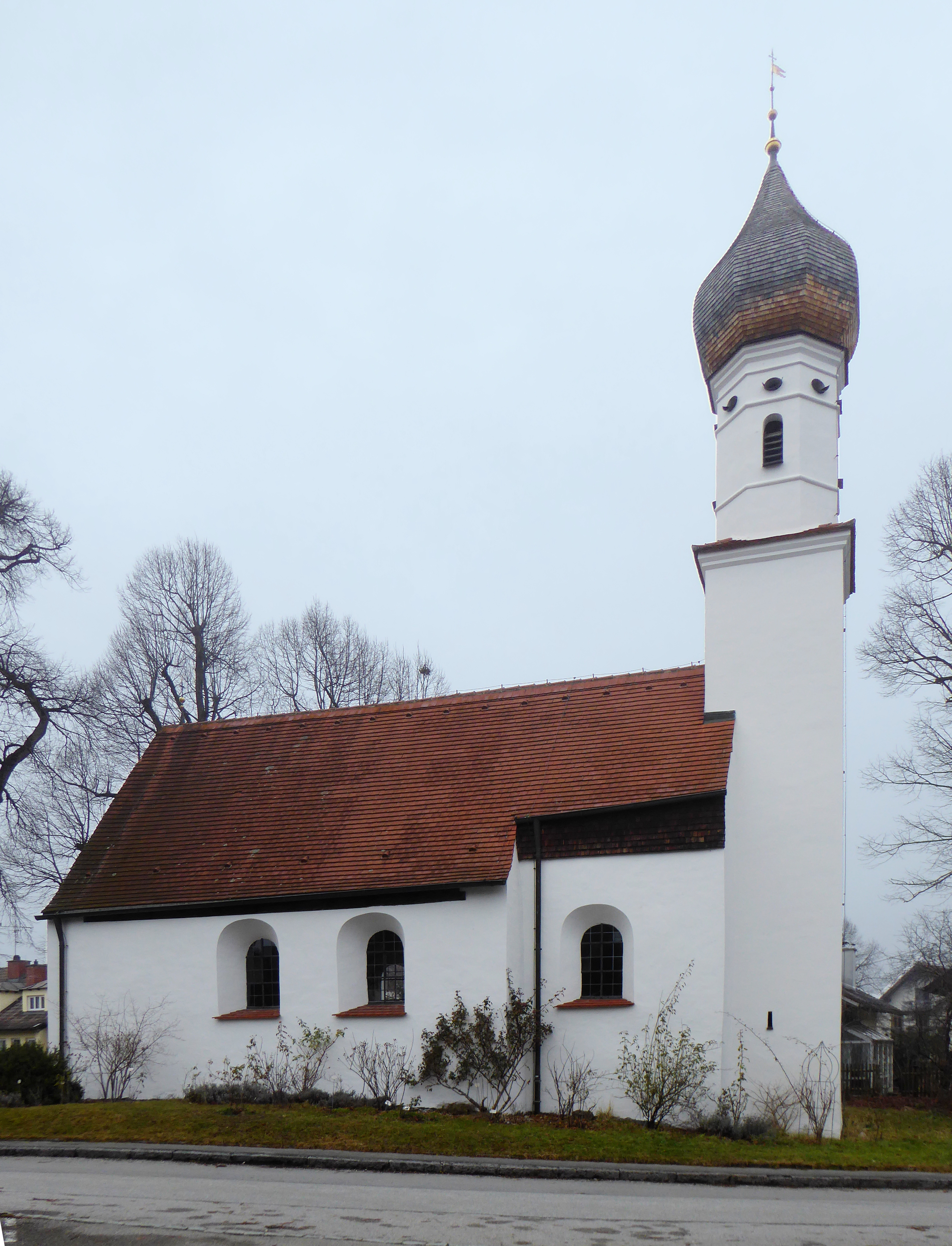
Kirche St. Mauritius in Riedhausen, 14. Jh.
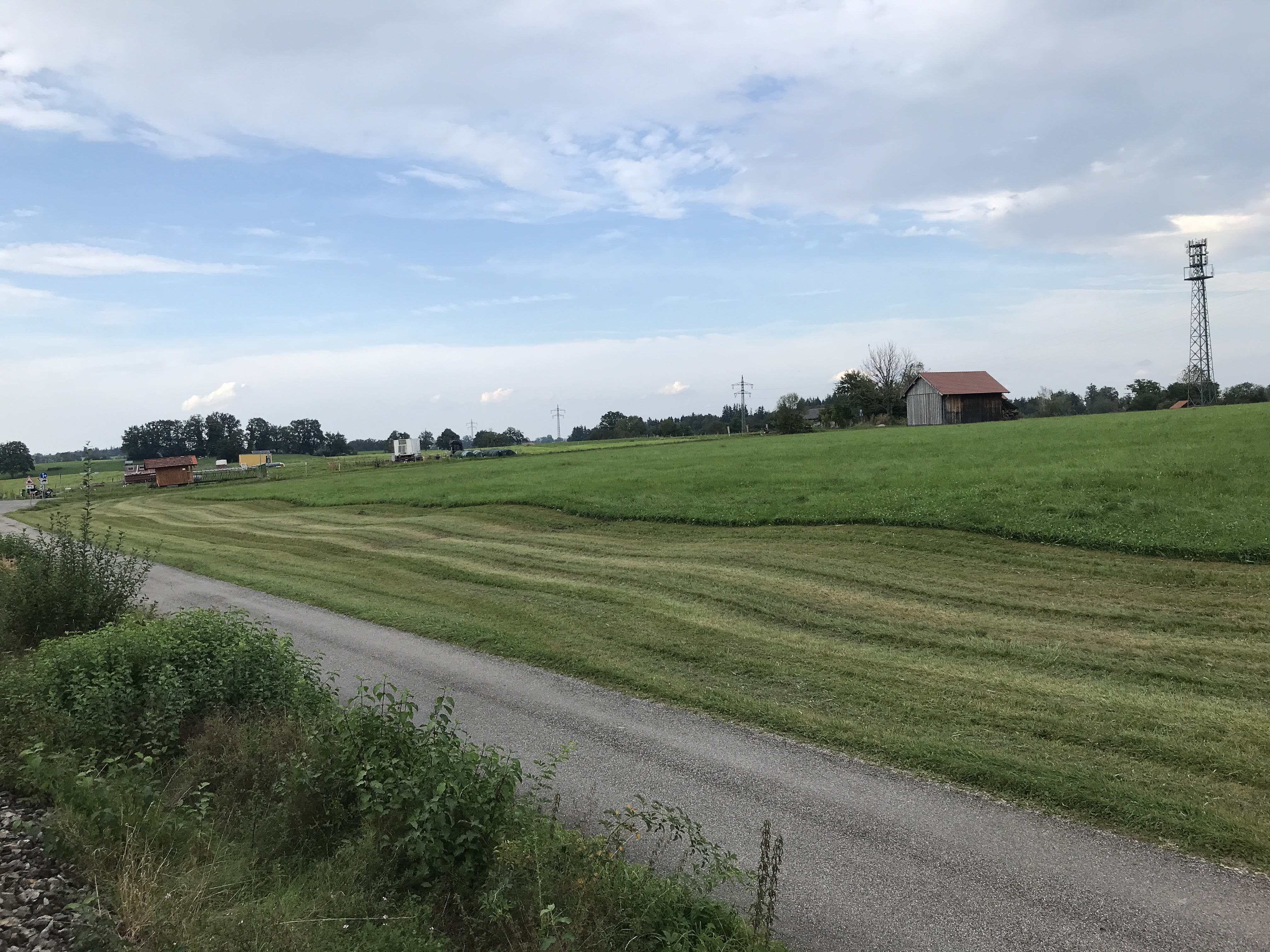
Wölbacker nördlich von Riedhausen

## Wirtschaft und Infrastruktur

### Wirtschaft einschließlich Land- und Forstwirtschaft
2017 (Stand: 30. Juni) gab es insgesamt 787 sozialversicherungspflichtig Beschäftigte am Wohnort, davon im Bereich der Land- und Forstwirtschaft keine, im produzierenden Gewerbe 71 und im Bereich Handel und Verkehr und Gastgewerbe 72. Im verarbeitenden Gewerbe gab es einen Betrieb, im Bauhauptgewerbe sechs Betriebe. Im Jahr 2016 bestanden 21 landwirtschaftliche Betriebe mit einer landwirtschaftlich genutzten Fläche von 568 Hektar, davon 459 Hektar Wiesen und Weiden.
Mit einem Gewerbesteuerhebesatz von 310 % zählt die Gemeinde zu den steuerlich attraktivsten Standorten Deutschlands. Seehausen am Staffelsee ist etwa steuerlich deutlich günstiger als die Landeshauptstadt München (Gewerbesteuerhebesatz 490 %). Die Gemeindesteuereinnahmen betrugen im Jahr 2018 rund 4440 T€, davon waren 2349 T€ Gewerbesteuereinnahmen (netto) und 1652 T€ Einkommensteuerbeteiligung.
Im Jahr 2020 schloss der Verwaltungshaushalt mit 7954 T€, der Vermögenshaushalt mit 2942 T€ ab. Die Schulden betrugen 1142 T€.

### Verkehr
Durch den Ort führt die Staatsstraße 2372, die den Ort mit den Gemeinden Murnau, Uffing und Spatzenhausen verbindet. Im ÖPNV ist der Ort mit den Buslinien 9601, 9631 und 9641 des RVOs zu erreichen. Der nächstgelegene Bahnhof ist der in Murnau, der direkt an den Ortsteil Riedhausen angrenzt. Auf dem Staffelsee verkehrt das Fahrgastschiff MS Seehausen, das von April bis Oktober den Ort mit Murnau und Uffing verbindet. Das Solarelektroschiff MS Staffelseerin, das von Mai bis September ebenfalls Rundfahrten auf dem Staffelsee anbietet, stellte am 26. April 2024 einen Weltrekord mit einer 18-stündigen Fahrt über 137 km ohne Zwischenladung auf.
Die Gemeinde Seehausen am Staffelsee beteiligt sich seit 20. Juli 2021 mit den Gemeinden Murnau am Staffelsee und Riegsee (Gemeinde) am omobi Ortsbus, der als digitale Mobilitätslösung im ländlichen Raum für den bedarfsgesteuerten Flächenbetrieb Fahrten bündelt (Betriebszeiten Montag bis Freitag, 6:00 bis 20:00 Uhr).

### Bildung
Im Jahr 2017 gab es folgende Einrichtungen:
- 1 Kindertageseinrichtung mit 100 Kindergarten- und Kinderkrippenplätzen, davon sind 77 belegt
- 1 Grundschule (Außenstelle der Grundschule Uffing-Seehausen)

## Persönlichkeiten
- Matthäus Rieger (1705–1775), deutscher Buchhändler und Verleger, geboren in Seehausen
- Josef von Utzschneider (1763–1840), deutscher Techniker und Unternehmer, geboren auf Schloss Rieden
- Maria von Oberndorff (1867–1940), deutsche Schriftstellerin, geboren auf Schloss Rieden
- Rudolf Pummerer (1882–1973), österreichisch-deutscher Chemiker und Rektor der Universität Erlangen-Nürnberg, starb in Seehausen
- Bolko von Richthofen (1899–1983), deutscher Prähistoriker, starb in Seehausen
- Gebhard Seelos (1901–1984), deutscher Politiker der Bayernpartei, starb in Seehausen
- Georg Ringsgwandl (* 1948), Arzt und bayerischer Kabarettist und Liedermacher, lebt in Seehausen
- Friedrich Schütze-Quest (1943–2016), Journalist, Auslandskorrespondent und Featureautor, wuchs in Seehausen auf und ging hier zur Schule
- Karl Michael Vogler (1928–2009), Schauspieler, lebte in Seehausen von 1970 bis 2009 und ist dort beerdigt